# Orleans House
Orleans House était une villa palladienne construite par l'architecte John James en 1710 près de la Tamise à Twickenham, à Londres, pour le politicien et diplomate James Johnston. Elle a ensuite été nommée d'après le duc d'Orléans qui y séjourna au début du XIXe siècle. Au début du XXe siècle, l'endroit était abandonné et en 1926, a été en grande partie démoli. Cependant, certaines parties de la propriété, dont une salle octogonale baroque conçue par l'architecte James Gibbs, ont été préservées. La salle octogonale et son aile de service sont classées Grade I par Historic England et, forment ensemble maintenant la Orleans House Gallery, une galerie d'art relative au Borough londonien de Richmond upon Thames et aux régions voisines de Londres,,.

## Histoire

### XVIIIesiècle
James Johnston s'installe à Twickenham à la fin de sa carrière politique. Johnston avait assuré le service diplomatique en Allemagne, d'abord en tant qu'envoyé du roi à Berlin et plus tard travaillant pour assurer la succession hanovrienne, et effectuait de fréquents voyages à Hanovre. On a dit que George Ier "conversait souvent avec lui très familièrement" et que Johnston était "un grand favori de la reine Caroline, qui était très amusée par son humour et ses plaisanteries". On disait aussi "qu'il garde un très grand rang, et qu'il a fréquemment M. Walpole et les plus grands courtisans avec lui dans sa maison de campagne près de Londres; et le roi lui fait parfois l'honneur de dîner avec lui". Le roi (George Ier) aurait également été un visiteur occasionnel régulier de la maison.
Il fut l'un des premiers à construire une maison sur la Tamise à Twickenham au XVIIIème siècle. Il a chargé l'architecte John James de planifier et d'ériger un manoir - un projet qui s'est étalé sur les 35 années suivantes. Les terrains étaient vastes, y compris la zone maintenant connue sous le nom de forêt d'Orleans House. Johnston a créé un beau jardin qui "comprenait des canaux, une glacière, un potager, un jardin d'agrément, une nature sauvage, une grotte et un jardin fruitier". Une salle octogonale baroque, conçue par l'architecte James Gibbs, a été ajoutée en 1720 pour divertir la reine consort de George II, Caroline, qui considérait Johnston avec une grande faveur.

### XIXesiècle
Louis-Philippe, duc d'Orléans, pendant son exil, vécut dans la maison de Johnston à Twickenham entre 1815 et 1817 et la maison fut plus tard nommée d'après lui.

### XXesiècle
Orleans House a été démolie en 1926 et la zone autrefois occupée par la maison a été utilisée pour extraire du gravier tout au long des années 1930. Les dépendances et la salle octogonale ont été sauvées grâce aux efforts d'une personnalité locale, Mme Ionides, qui l'a léguée avec sa collection de tableaux des XVIIIe et XIXe siècles au borough. C'est devenu un bâtiment classé en 1952 et l'ensemble a été converti en galerie d'art en 1972.
En 1973, 6 hectares à l'extrémité nord de l'ancien parc ont été prises comme site de l'Orleans Park School.

### XXIesiècle
Les bâtiments et le site ont été rénovés entre 2005 et 2008 par les architectes Patel Taylor pour intégrer un centre éducatif et un café.

## Galerie de la Maison d'Orléans
Orleans House Gallery, qui a ouvert en 1972, présente des œuvres du Borough londonien de Richmond upon Thames. Elles comprennent un portrait de James Johnston par Thomas Gibson, des peintures d'Orleans House par Arthur Vickers et plusieurs autres artistes, et la collection Burton, qui comprend des œuvres d'art, des effets personnels et des photographies de l'explorateur Richard Francis Burton.
Orleans House Gallery est également le site de l'arrondissement londonien de Richmond upon Thames pour les arts et fournit des ateliers éducatifs pour une grande variété d'âges, en utilisant les écuries converties et la remise comme espaces éducatifs. La galerie peut également être louée comme lieu de mariage et pour des réceptions.
La galerie a rouvert en mars 2018 après un projet de restauration de 17 mois d'un coût de 3,7 millions de livres sterling, qui a été en partie financé par le Heritage Lottery Fund grâce à une subvention de 1,8 million de livres sterling. La salle Octagon a été restaurée, les installations ont été améliorées et l'étage supérieur a été agrandi pour offrir plus d'espace. Le tableau de la reine Caroline a été déplacé à l'extérieur de la salle Octagon.

### Expositions
Les expositions précédentes de la galerie ont inclus des aquarelles et des croquis de Richard Dadd et, en 2003, la première grande rétrospective des travaux de Stephen Wiltshire. L'exposition Capability Now de la galerie (de février à juin 2016) a marqué le 300e anniversaire de la naissance du paysagiste Capability Brown,.

## Galerie

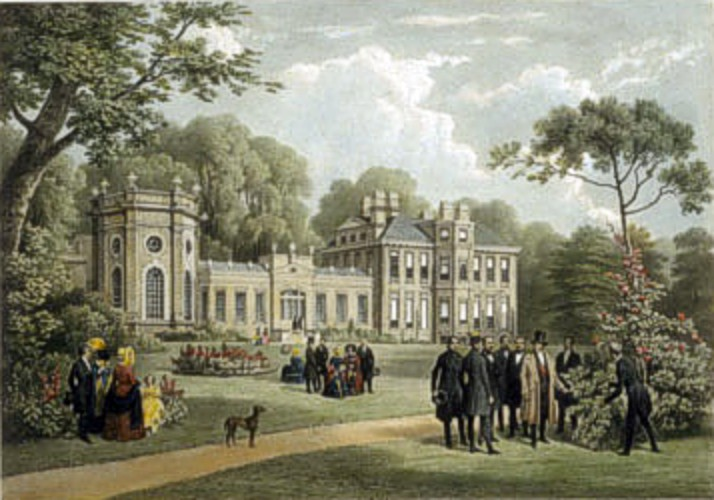
La maison de Johnston à Twickenham en 1844.
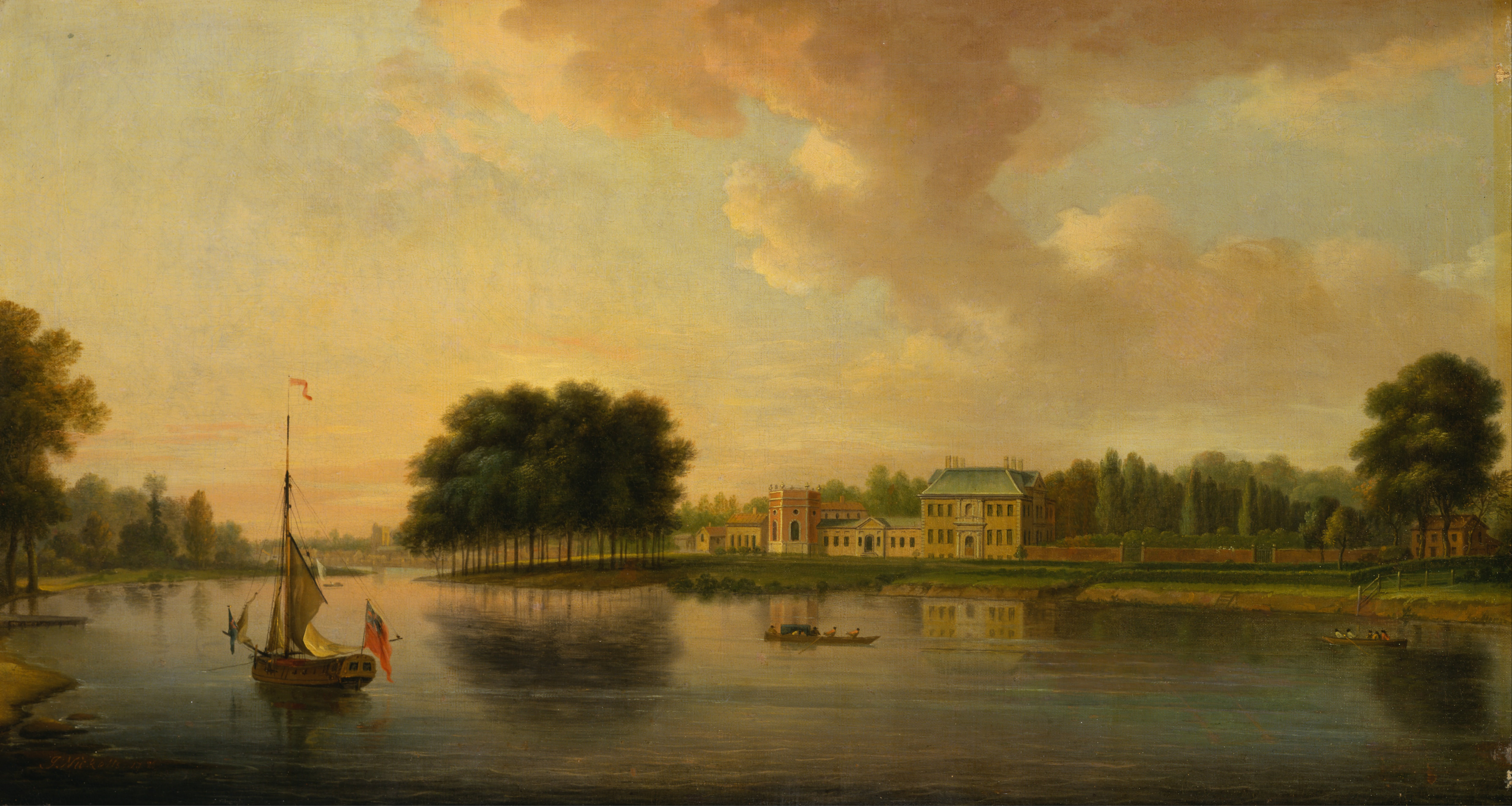
Peinture d'Orléans House, Twickenham par l'artiste britannique Joseph Nickolls (1689–1789), vers 1750, au Yale Center for British Art.